# Bommeria
Bommeria es un género con cinco especies de helechos perteneciente a la familia Pteridaceae. Se encuentra en América.

## Descripción
Son helechos terrestres; con rizoma postrado, corto a largamente rastrero, escamoso y a veces peloso con tricomas unicelulares; hojas monomorfas; pecíolos castaño a atropurpúreos, teretes a sulcados; lámina 1-16 cm, generalmente tan larga como ancha, pentagonal, pedata, profundamente lobada, el indumento del haz de tricomas unicelulares, aciculares, el indumento del envés de escamas y tricomas unicelulares, aciculares o a veces enrollados, ocasionalmente con tricomas 2-celulares con la punta glandulosa; segmentos basales conectados generalmente a los apicales por un ala angosta que corre a lo largo del raquis, el lobo basiscópico alargado a bipinnatífido; nervaduras libres y bifurcadas (en Mesoamérica), o anastomosadas, las aréolas sin nérvulos incluidos; esporangios a lo largo de las nervaduras, que cubren 2/3-3/4 de la distancia del margen a la costa, ocasionalmente se restringien hacia los márgenes; indusio ausente; parafisos ausentes; esporas globosas, la perispora crestata o reticulada; el número cromosomático es de x=30.

## Distribución
Se distribuye por Estados Unidos, México, Mesoamérica.

## Taxonomía
Bommeria fue descrito por Eugène Pierre Nicolas Fournier y publicado en Dictionnaire de Botanique 1: 448. 1876[1877]. La especie tipo es: Bommeria ehrenbergiana (Klotzsch) Underw.

## Especies aceptadas
A continuación se brinda un listado de las especies del género Bommeria aceptadas hasta abril de 2012, ordenadas alfabéticamente. Para cada una se indica el nombre binomial seguido del autor, abreviado según las convenciones y usos.
- Bommeria ehrenbergiana (Klotzsch) Underw.
- Bommeria elegans (Davenp.) Ranker & Haufler
- Bommeria hispida (Mett. ex Kuhn) Underw.
- Bommeria pedata (Sw.) E. Fourn.
- Bommeria subpaleacea Maxon